# Кенет Кокрил
Кенет Дейл Кокрил (на английски: Kenneth Dale Cockrell) е американски тест пилот и астронавт на НАСА, ветеран от пет космически полета.

## Образование
Кенет Кокрил завършва гимназия в родния си град. През 1972 г. се дипломира като бакалавър по инженерна механика в щатския университет, Остин, Тексас.

## Военна служба
Кенет Кокрил постъпва на активна военна служба през 1972 г. Завършва школа за морски пилоти в Пенсакола, Флорида през август 1974 г. От 1975 до 1978 г. служи на самолетоносача USS Midway (CV-41). След това до 1987 г. е на самолетоносача USS Constellation (CV-64). Лети на изтребител F-18 Хорнет. Завършва школа за тест пилоти в Мериленд през 1979 г. В кариерата си има повече от 10500 полетни часа и 650 кацания на палубата на самолетоносач. Напуска USN юни 1999 г. с чин капитан.

## Служба в НАСА
На 17 януари 1990 г., Кенет Кокрил е избран за астронавт от НАСА, Астронавтска група №13. През юли 1991 г. завършва успешно курса за подготовка. Участник е в пет космически полета и има повече от 1560 часа в космоса.

### Космически полети
| Космически полети на Кенет Дейл Кокрил                   | Космически полети на Кенет Дейл Кокрил | Космически полети на Кенет Дейл Кокрил | Космически полети на Кенет Дейл Кокрил | Космически полети на Кенет Дейл Кокрил | Космически полети на Кенет Дейл Кокрил | Космически полети на Кенет Дейл Кокрил |
| №                                                        | Дата                                   | КК                                     | Емблема на мисията                     | Функции                                | Продължителност                        |                                        |
| -------------------------------------------------------- | -------------------------------------- | -------------------------------------- | -------------------------------------- | -------------------------------------- | -------------------------------------- | -------------------------------------- |
| 1                                                        | 8 април 1993                           | „Дискавъри“, мисия STS-56              |                                        | Специалист на мисията                  | 9 денонощия 06 часа 08 мин. 24 сек.    |                                        |
| 2                                                        | 7 септември 1995                       | „Индевър“, мисия STS-69                |                                        | Пилот                                  | 10 денонощия 20 часа 29 мин. 56 сек.   |                                        |
| 3                                                        | 19 ноември 1996                        | „Колумбия“, мисия STS-80               |                                        | Командир                               | 17 денонощия 15 часа 53 мин. 18 сек.   |                                        |
| 4                                                        | 7 февруари 2001                        | „Атлантис“, мисия STS-98               |                                        | Командир                               | 12 денонощия 21 часа 21 мин.           |                                        |
| 5                                                        | 5 юни 2002                             | „Индевър“, мисия STS-111               |                                        | Командир                               | 13 денонощия 20 часа 35 мин. 56 сек.   |                                        |
| Сумарно време в космоса – 64 денонощия 12 часа 25 минути |                                        |                                        |                                        |                                        |                                        |                                        |

### Административна дейност в НАСА
Кенет Кокрил е шеф на Астронавтския офис в НАСА от октомври 1997 г. до октомври 1998 г. След това в продължение на една година е Директор на съвместните полетни операции в Звездното градче, Русия.

## Награди
- Летателен кръст за заслуги;
- Медал за похвална служба;
- Медал за похвала на USN;
- Медал на експедиционните сили;
- Медал за участие в хуманитарни операции;
- Медал на НАСА за участие в космически полет.